# Cuisine des montagnes Rocheuses
La cuisine des montagnes Rocheuses est une cuisine de l'Alberta et de la Colombie-Britannique, au Canada ; de l'Idaho, du Colorado, du Wyoming, de l'Utah et du Montana aux États-Unis. Parmi les plats qui la distinguent figurent le bison et les huîtres des montagnes Rocheuses, ou huîtres des prairies comme elles ont coutume d'être appelées au Canada.

## Description
Les racines de cette cuisine remontent à l'histoire des montagnes Rocheuses. Les chemins de fer ont apporté le meilleur des cuisines victoriennes et ont recréé des menus somptueux pour leurs lodges. Pendant ce temps, les guides de montagne suisses, autrichiens et allemands apprenaient des autochtones à cuisiner et à apprécier les aliments locaux. L'apprentissage de l'art de la salaison et du fumage du gibier et du poisson aidait les gens à survivre aux longs hivers de montagne.
Les viandes de gibier s'intègrent parfaitement dans le style culinaire léger et populaire d'aujourd'hui. En tant que viandes naturellement maigres, elles conviennent parfaitement à une cuisson rapide sur la chaleur élevée d'un gril ou d'un wok, à un sauté ou à un rôti et sont servies avec une sauce légère, une salade et des légumes. Les tendances actuelles sont largement axées sur le concept de la ferme à la table dans toute la région.

## Alberta
Le bœuf de l'Alberta est un aliment de base pour la région du nord, reconnu dans le monde entier pour sa qualité et sa tendreté. Il est préparé de diverses manières : barbecue, braisage, grillade, brochettes, et surtout servi en steaks. Le bison, le wapiti, le caribou, le sanglier, le chevreuil et le faisan sont également des produits locaux,. La province cultive de nombreuses céréales locales utilisées dans différents aliments et boissons. L'Alberta est également la cinquième plus grande région productrice de miel au monde, produisant 18 millions de livres de miel par an. À l'automne, les nuits froides provoquent également la concentration des légumes-racines, ce qui leur donne un goût plus sucré.
L'Alberta est également connue pour son industrie de l'alcool et de la bière artisanale en pleine croissance, avec des microbrasseries situées dans les zones urbaines et rurales de la province. On peut trouver une variété de microbrasseries, de distilleries, d'hydromeleries et de vineries de fruits dans toute la province. La ville de Calgary est également le berceau du Caesar, un cocktail composé de vodka mélangée à du jus de tomate infusé aux palourdes, du citron vert, de la sauce piquante et de la sauce Worcestershire, avec un bord en sel au céleri. Michael Chell a créé le cocktail pour célébrer l'ouverture en 1969 du nouveau restaurant du Calgary Inn, le Marco's Italian. Inspiré par son plat italien préféré, les spaghettis vongoles, Chell s'est mis en tête de créer un cocktail qui capturerait les saveurs de palourdes et de tomates de ces pâtes. La boisson est populaire dans tout le Canada mais peut être comparée au cocktail Bloody Mary, plus connu.
On peut trouver des viandes et des produits locaux dans les nombreux marchés de producteurs situés dans les grandes villes, certains étant ouverts toute l'année. Des festivals sont organisés dans toute la province pour promouvoir la nourriture et les boissons locales, les événements les plus notables étant les festivals Taste of Edmonton et Taste of Calgary, le Calgary International Beerfest et le Calgary Stampede.